# Szirmay Alfréd
Gróf szirmai és szirmabesenyői, cserneki és tarkeői Szirmay Alfréd Tamás (Bécs, 1852. augusztus 19. – Szirmabesenyő, 1900. január 15.) magyar főrendházi tag, nagybirtokos és Borsod vármegye virilistája.

## Életútja
Apai nagyapai dédapai ükapja valójában Dessewffy-fiú volt, azonban a Szirmay család örökbe fogadta. Az adoptálás révén lehetett az, hogy mind a Dessewffy, mind a Szirmay javak örököse volt. Anyai ágon a Sáros vármegyei nemes szinyei Merse család leszármazottja.
1852-ben született gróf Szirmay István (1792–1857) császári és királyi kamarás, és nemes szinyei Merse Matild (1811–1889) első gyermekeként, római katolikusnak keresztelték meg. Édesapja előző házasságából négy féltestvére született, édesanyja előző házasságából pedig hét. Volt egy három évvel fiatalabb édestestvére, gróf Szirmay Gizella Olga (1855–1933). Négy éves volt, mikor édesapja meghalt. Temetésén megjelent I. Ferenc József király, aki a legenda szerint azt mondta a négyéves síró gyermeknek: „Ne sírj gyermekem, atyád helyett atyád leszek én”. Iskoláját a kalksburgi kollégiumban végezte, majd Münchenben folytatta tanulmányait a kor legjelesebb mestereinél. Birtokain több régészeti ásatást folytatott, valamint őrzője és ápolója volt családja fegyvergyűjteményének, amelyből kisebb múzeumot alakított ki. Amatőr régészeti expedícióinak eredményei újkőkori cserépleletek, szkítakori fegyverek, avarkori maradványok voltak. Ő is, de legfőképpen unokaöccse foglalkozott családjának levéltári rendszerezésével.
1878-ban házasodott meg nemes jakubjáni és újlublói Probstner Máriával (1851–1884). A friggyel jelentős anyagi bevételre tett szert. Az esküvői szertartás református keretek között zajlott a sajókeresztúri református templomban, mivel felesége erdélyi unitárius családból származott. Házassága által nem csak távoli unokatestvérek, hanem sógorok is lettek a kor híres magyar festőjével, Szinyei Merse Pállal, aki feleségével, Probstner Zsófiával többször is vendégeskedett a gróf szirmabesenyői kastélyában. 1879-ben festette meg a művész az ő és felesége arcképét, melyek jelenleg a miskolci Herman Ottó Múzeum galériájában tekinthetők meg. Szirmay Alfrédnak és Probstner Máriának három gyermeke született:
- István Tamás (Szirmabesenyő, 1881. július 27. – Szirmabesenyő, 1883. február 13.)
- Eszter Stefánia (Szirmabesenyő, 1882. december 26. – Miskolc, 1958. augusztus 2.), ő volt a grófi ág utolsó képviselője. Férje nemes dabasi Halász Zsigmond huszárkapitány.
- Ádám (Szirmabesenyő, 1884. május 9. – Szirmabesenyő, 1884. május 9.), édesanyja pár nappal születése után gyermekágyi lázban elhunyt.

A szirmabesenyői római katolikus templom főoltárképét a művészettörténészek szerint ő festhette. Életében ő volt az előbb említett templom kegyura, ebből kifolyólag az egyházi intézmény 1886-os helyreállítását javarészt ő finanszírozta. 1889-ben az özvegy Alfrédnak az édesanyja is elhunyt.
1893-ban a Pallas Nagylexikon szerint elvonultan élt szirmabesenyői kastélyában, ahonnan az írások szerint támogatta a hazafias és jótékony eszméket. Fegyver- és régészeti gyűjteményének egy része a Magyar Nemzeti Múzeumba, illetve a miskolci Herman Ottó Múzeumba került, a többi feltehetőleg a bécsi műkereskedelemben szétszóródott.
1900. január 15. reggelén hunyt el életének negyvennyolcadik évében, hosszas betegeskedés után, agylágyulásban. 1900. január 17-én helyezték örök nyugalomra a szirmabesenyői felső temetőben. Örököse lánya, Eszter volt, akit rokonuk, gróf Szirmay Vilmos gyámolított édesapja halála után.
Jelenleg Szirmabesenyő a település majális programjain emlékszik meg a tekintélyes és mecénás grófról, mely kulturális rendezvénysorozatra az ő és Szinyei Merse Pál leszármazottai is meghívást szoktak kapni.